# Heroes of the Lance
Heroes of the Lance è un videogioco d'azione, con pochi elementi di ruolo, pubblicato nel 1988-1991 per molti home computer e alcune console dell'epoca da Strategic Simulations, U.S. Gold e Pony Canyon. È basato ufficialmente sul gioco di ruolo Advanced Dungeons & Dragons, in particolare è il primo videogioco sull'ambientazione Dragonlance, tratto in parte dal romanzo I draghi del crepuscolo d'autunno e dal primo modulo per AD&D Dragons of Despair. Le confezioni originali mostrano la stessa immagine di copertina del libro La leggenda di Huma.

## Trama
Il mondo immaginario di Krynn è minacciato dall'invasione dei Draconici, esseri umanoidi dall'aspetto di rettili alati. Per fermarli, un gruppo di eroi deve ritrovare i sacri dischi di Mishakal, dea della salute, che si trovano nella città in rovina di Xak Tsaroth. Gli eroi sono otto personaggi di Dragonlance già apparsi nelle opere cartacee: Tanis il Mezzelfo considerato il capo del gruppo, Caramon Majere, Raistlin Majere, Sturm Brightblade, Flint Fireforge, Tasslehoff Burrfoot, Goldmoon, Riverwind. Gli otto appartengono a varie etnie e hanno diverse capacità, alcuni anche magiche. Le rovine sono infestate da Draconici, anch'essi a volte dotati di magia, e da altri nemici, come mercenari umani o nani. Lo scontro finale è con il drago Kisanth, che può essere ucciso solo dal bastone di cristallo di Goldmoon.

## Modalità di gioco
Il giocatore guida il gruppo di eroi attraverso quattro aree della città in rovina. La scena è con visuale di profilo e l'ambiente è formato da un labirinto di oscuri corridoi a scorrimento orizzontale, collegati da porte. Il gruppo si muove tutto insieme, ma in gioco viene mostrato solo il personaggio attualmente selezionato come primo della fila, mentre tutti e otto nell'ordine attuale vengono mostrati come icone nella parte bassa dello schermo.
Il personaggio attivo è quello che combatte e subisce maggiormente i colpi nemici e le trappole perdendo i propri punti ferita, ma i primi quattro personaggi possono perderne tutti un po'. I personaggi dotati di incantesimi, inizialmente Raistlin e Goldmoon, possono lanciarli anche se non sono il personaggio attivo, ma sono tra i primi quattro. Goldmoon può guarire o resuscitare i personaggi grazie al bastone. Oggetti vari si possono trovare e raccogliere lungo il percorso, assegnandoli a uno specifico personaggio, per ottenere altri metodi di guarigione, poteri magici e abilità speciali.
I movimenti diretti del personaggio attivo includono muoversi in orizzontale a due velocità, saltare, abbassarsi, usare se disponibile un'arma da lancio a tre diverse altezze, e in caso di nemico a distanza ravvicinata colpire con l'arma da mischia a tre diverse altezze.
In ogni momento si può mettere l'azione in pausa e accedere ai menù per cambiare l'ordine dei personaggi, lanciare incantesimi, gestire gli oggetti e salvare la partita.
Ogni personaggio ha le sei caratteristiche (forza, intelligenza, ecc.) tipiche di Advanced Dungeons & Dragons, visualizzabili come barre tramite i menù, ma il manuale non esplicita se hanno un effetto sul gioco, e non è possibile modificare o migliorare i personaggi; i punti esperienza sono soltanto un punteggio fine a sé stesso.